# Carpaneto Piacentino
Carpaneto Piacentino is een gemeente in de Italiaanse provincie Piacenza (regio Emilia-Romagna) en telt 7224 inwoners (31-12-2004). De oppervlakte bedraagt 63,2 km², de bevolkingsdichtheid is 109 inwoners per km².
De volgende frazioni maken deel uit van de gemeente: Zena, Celleri, Ciriano, Chero, Cimafava, Viustino, Travazzano, Badagnano, Rezzano.

## Demografie
Carpaneto Piacentino telt ongeveer 2999 huishoudens. Het aantal inwoners steeg in de periode 1991-2001 met 10,9% volgens cijfers uit de tienjaarlijkse volkstellingen van ISTAT.
| Jaar | Inwoneraantal |
| ---- | ------------- |
| 1991 | 6206          |
| 2001 | 6881          |

## Geografie
De gemeente ligt op ongeveer 114 m boven zeeniveau.
Carpaneto Piacentino grenst aan de volgende gemeenten: Cadeo, Castell'Arquato, Fiorenzuola d'Arda, Gropparello, Lugagnano Val d'Arda, Pontenure, San Giorgio Piacentino.

## Geschiedenis
Carpaneto Piacentino werd voor het eerst vermeld in 815 als nederzetting van de Langobarden.
In 1216 werd in Zena het Castell opgericht. Er werden ook versterkingen ( Castello di Bagnano en Castello di Olmeto ) gebouwd in Badagnano.

## Geboren in de gemeente
Edoardo Amaldi (1908-1989), kernfysicus

Carpaneto Piacentino

Agazzano · Alseno · Alta Val Tidone · Besenzone · Bettola · Bobbio · Borgonovo Val Tidone · Cadeo · Calendasco · Caorso · Carpaneto Piacentino · Castel San Giovanni · Castell'Arquato · Castelvetro Piacentino · Cerignale · Coli · Corte Brugnatella · Cortemaggiore · Farini · Ferriere · Fiorenzuola d'Arda · Gazzola · Gossolengo · Gragnano Trebbiense · Gropparello · Lugagnano Val d'Arda · Monticelli d'Ongina · Morfasso · Ottone · Piacenza · Pianello Val Tidone · Piozzano · Podenzano · Ponte dell'Olio · Pontenure · Rivergaro · Rottofreno · San Giorgio Piacentino · San Pietro in Cerro · Sarmato · Travo · Vernasca · Vigolzone · Villanova sull'Arda · Zerba · Ziano Piacentino
- Virtual International Authority File: 234419327

1. ↑  https://demo.istat.it/?l=it.